# ちぇんじ123
『ちぇんじ123』（ちぇんじ ひふみ）は、原作：坂口いく、作画：岩澤紫麗（いわさわ しうる）による日本の漫画作品。秋田書店の月刊漫画雑誌『チャンピオンRED』にて、2005年6月号から2010年6月号まで連載された。単行本はチャンピオンREDコミックスより全12巻。基本的なスタイルはラブコメと格闘技を絡めた少年漫画であるが、乳首の露出が著しいお色気作品でもある。2008年にはドラマCDが発売された。なお、各話のサブタイトルは全て数学用語からとられている。

## あらすじ
女子高生「月斗素子」は精神的な圧迫を受けると他人格「ひふみ」が出現する多重人格である。伝説の格闘家である3人の父の過酷な特訓により生まれた3つの人格、「ひふみ」達の暴走を防ぐため、素子は唯一秘密を知る小介川と共に自身の平穏で平和な日々を守るため、今日も生活するのだ!!

## 登場人物

### 主要人物
月斗 素子（げっとう もとこ）
本作品のヒロイン。早乙女学園高校1年C組→2年C組在籍。母子家庭にて育つが5歳の時に母親と死別。その後、父親を名乗る3人の人物に育てられることになる。
その際に彼女が自分一人で身を守る技術を身につける特訓をしていく過程で他人格「ひふみ（ひびき・ふじこ・みきりの3人）」が発生するようになったいわゆる多重人格者。
自身に危機が迫ると「ひふみ」と人格が入れ替わる。同時に、筋肉の緊張と弛緩によって外見・プロポーションも変化する（近眼が直るのも同じ理由）。
気弱でおっとりとした性格。今まで怒ったことがない。また、彼女自身には戦闘能力は皆無。彼女が怒りの感情を封じ込めている理由に母親が関係していると思われるが、詳細は不明。のちに、ホストと呼ばれる「日常生活を送る為」の別人格である事が発覚する。
名前のモチーフはゲッターロボ。
- ひびき - 素子の中の「保護者」かつ「男勝り」の人格。戦闘スタイルは空手（打撃系）。イメージカラーは赤。
- ふじこ - 素子の中の「保護者」かつ「大人」の人格。戦闘スタイルは剣術（武器系）。イメージカラーは青。
- みきり - 素子の中の「保護者」かつ「子供」の人格。戦闘スタイルは古式柔術（関節系）。イメージカラーは黄。
- ゼロ - 素子が封印していた怒りの感情（分類上は「爆発」）の人格。みきりのパワー、ふじこのスピード、ひびきの戦闘スタイルを持つ。

実はゼロこそが素子の「本来の主人格」であり、怒りと憎悪のみとなってしまった為、それ以外の感情が「ホスト」素子になっていた。その為、「ホスト」の素子には怒りの感情そのものが無かった。この事実は、「ひふみ」達3人も認識していなかった。
小介川 英生（こすけがわ てるはる）
本作品の主人公。素子のクラスメイト。ひょんなことから素子の「ひふみ」の秘密を知り、以後彼女を支えていく。
特撮オタクで、特撮番組「仮面レッダーシリーズ」を心の師としている。
気弱で内気、少々スケベではあるが、正義感が強くやるときはやる性格。
ラルフとギンガからは「コスケガー」と呼ばれている。
本名は英生（てるはる）だが、ヒーローオタクで弱いくせに何かと正義感が強いため、友人からは「英雄（えいゆう）」を皮肉った形で「ヒデオ」と呼ばれている。そのことを素子やその他人格であるひびき達は知らず、小介川の名前は「ヒデオ」である、と誤解していた。
メインキャラクターでありながら長らく読者にも本名が誤解されてきたことは「ウィキにも書いてある」と作中でネタにされている。ウィキとは読者が現在閲覧中のこのwikipediaのことであり、実際に過去版では「ひでお」と誤って表記されていることが確認可能である。

### 早乙女学園高校
尾津馬（おづま）
素子、小介川のクラスメイト。柔道部所属。2段。本人は世界を目指しているらしいがどの程度の実力なのかは不明。長田さんという美人の彼女が居る。彼女と付き合うのを諦めかけていた折にみきりと対戦し敗れ、以降みきりの事を「師匠」と呼んでいる。
西藤（さいとう）
素子、小介川のクラスメイト。柔道部所属。黒帯。
神無弥（かんなみ）
小介川の小学生時代からの友人。早乙女学園高校1年A組在籍。小3でアメリカに転校し、15歳で飛び級で大学を卒業（その際に心理学と精神病理学の単位を取得）、その後日本に戻り小介川と再会する。
NASAやDARPAからもオファーがあり、超天才児と呼ばれている。素子の父親の一人である早瀬とも親交がある。
素子の秘密を小介川を通じて知ることになり、彼女に興味を持つ。
素子の（かつての）想いを全く意に介さなかったり、他人格を出現させるために彼女を校舎から突き落としたりなど冷たい面が目立つが、沖縄で小介川が暴行された際には少し腹を立てていた。
月島 牡丹（つきしま ぼたん）
2学期から小介川と素子のいるC組に転入。色黒で背が高く運動神経も抜群。素子の身体能力の高さを一目で見抜き、素子にちょっかいをかける。男子からはキン肉月島・筋肉女とも呼ばれる。
その正体は添の一族の者であり、素子の祖母である当主の依頼で素子の現状を探っていた。里の中ではまだ単色「赤」の資格も得ていない未熟者で、ひふみやいずるの才能を目の当たりにし、努力だけでは越えられない壁がある事を感じて悩んでいた。
ギンガ
ソロモン諸島に住むギギ族の戦士で10本牙（単独で猛獣を10匹狩った勇者。但し最初の1匹は、幼少の頃にいずると2人で倒した）。
ギギ族の守り手であるガダム（戦士の中の戦士）の称号を持ったまま日本に帰国したいずるを追って来日。ひょんな事から小介川家に転がり込む。見た目と物言いは少年のようだが、実は女の子。
普段持ち歩いている曽祖父伝来の槍の穂先に使われているナイフが、小介川の曽祖父で太平洋戦争時に南方で戦死したとされた小介川源一郎の物と判明。小介川とは親戚にあたる。
後に素子やいずるに勉強を教えてもらい、早乙女学園高校に入学を果たす。
日野 いずる（ひの いずる）
2学期からA組に転入してきた良家のお嬢様。測量士である父親がソロモン諸島で仕事をしている時について行き、ギギ族の集落で暮らす。最初はギンガ達との衝突もあったが打ち解け、家伝の武術の実力もあり次第にガダとしても認められ、先代ガダムに挑戦された戦いに勝利、新しいガダムとなる。
おっとりとした印象だが身体能力は非常に高い。長い間ギギ族の村で暮らしたために野生児的なところもあり、裸を異性に見られてもあまり動じない。ペットは鷲の暁天丸。
仮面レッダーシリーズのファンで、小介川と意気投合した。
ガダム（戦士の中の戦士）の称号はガンダムから来ており、彼女の名前のモチーフはその製作会社であるサンライズ。
相沢（あいざわ）
早乙女学園高校に入学した新入生。ヤクザと揉めて逆にスカウトされるほどの強さを持つが、上にこき使われるのはゴメンだという理由でこれを拒否している。（ギンガ以外の）女には暴力を振るわず、また学園祭に殴り込んできた昔の不良仲間に激怒する硬派な所から、本人にとってはありがたくない「番長」という名で親しまれている。
ギンガとはクラスメイトである。強くなるために、いずるに武術を教わる。
如月 菫（きさらぎ すみれ）
早乙女学園高校に産休の代行として赴任してきた保健医。
素子を添の里に迎えるために送られた、牡丹の師匠。心臓・肺・肋骨・動脈の全てを傷つけずに小刀を刺し込み、鼓動する心臓に刃を触れさせるほどの腕前を持つ。

### 3人の「父」
流河 竜也（るかわ たつや）
素子を育てた父親の1人で、素手で虎を倒した伝説の格闘家。強そうな奴を見つけると、どんな手を使ってでも戦おうとする根っからの格闘馬鹿。
名前のモチーフは『ゲッターロボ』の流竜馬。
早瀬 仁（はやせ じん）
素子を育てた父親の1人で、剣聖とも呼ばれるほどの剣の達人かつ傭兵の経験もある銃火器のエキスパート。
名前のモチーフは『ゲッターロボ』の神隼人。
車 岳蔵（くるま たけぞう）
素子を育てた父親の1人で、古式柔術「天地流」の伝承者。サブミッションの神とまで言われている。
名前のモチーフは『ゲッターロボ』の車弁慶と巴武蔵。

### 傭兵
ラルフ・オースティン
仁の依頼で素子の心に眠る人格を確認するために送り込まれたメンバーのリーダー格。過去にテロに巻き込まれて左腕を失い、その後は義手を付けている。
義手の動きをフォローするために先読みの技術を身につけている。
よく言い間違いをして仲間からつっこまれることが多い。
リハビリ時に日本のテレビで仮面レッダーを見て以来、仮面レッダーの大ファンで、小介川ともすぐに親しくなる。
セラ
仁の依頼で素子の心に眠る人格を確認するために送り込まれたメンバーの1人。研ぎ澄まされた爪を隠剣として使う。
入院中に爪を勝手に切られて落ち込んだこともあったが、後に付け爪で代用するようになる。
ナーダ
仁の依頼で素子の心に眠る人格を確認するために送り込まれたメンバーの1人。鍼灸の技術を使って筋肉を限界以上に活性化させることができる。
秋葉原でひふみと小介川を襲撃したときは袋を被っていたため、当初は「袋男」と呼ばれていた。
アナ
仁の依頼で素子の心に眠る人格を確認するために送り込まれたメンバーの1人。一度見た技を自分のものとする技盗みを戦闘スタイルとする。
素子と小介川が岳蔵の所に会いに行く前に、岳蔵の下で天地流の修行を受けていた。
和解後、引き続き岳蔵の下で修行を続けることになる。年末に岳蔵が素子の家へ泊まりに来た際には同行し、「兄弟とか外国人のお母さん欲しくない？」と尋ねて素子を驚かせていた。
ビガロ
仁の依頼で素子の心に眠る人格を確認するために送り込まれたメンバーの1人。元々の身体能力の高さに加え、痛みを快感にしてしまうマゾヒスト。年齢は28歳。
ソロモン諸島に住んでいるギギ族の戦士（ガダ）で9本牙（単独で猛獣を9匹狩った勇者）。出稼ぎのために傭兵になった。

### 添の里
月斗 浅葱（げっとう あさぎ）
素子の母親。添の一族としてのスパイ活動の中で素子の3人の父と知り合う。素子を妊娠した後は一族を抜けて普通の事務職をしていた。彼女の死が素子の多重人格に関係している。
月斗 桜（げっとう さくら）
素子の祖母。添の里の当主である。早乙女学園へ送った牡丹から孫の素子の力を聞き、彼女を里に迎えるために菫を遣わせた。
卯月 そら（うづき そら）
「青」の資格者。月斗素子の力に興味を持つ。愛や正義などの綺麗事を嫌い、小介川を騙す事でゼロを出現させる事に成功するも、手足と顎を砕かれるという重傷を負った。鋭利に研いだ鍵束を糸で振り回して武器とする。
萌黄（もえぎ）
「青」と「黄」の混色「緑」の資格者。そらの師匠。手ぬぐいの先端に石をくるんだ物を武器とし、ギンガと戦った。
杏（あんず）
「赤」と「黄」の混色「橙」の資格者。仮面レッダーのお面で顔を隠し、仮面レッダー天然（ネイチャー）と称していずると戦った。

## 設定・用語
添の一族
古い文献や書簡に「添えの者」「付きの者」とだけ記述の残される、公家や朝廷に仕えていた忍の一族。機密保持のため婚姻関係を作らず全て母子家庭で構成され、遺伝的な物か土地の水のためかほぼ女性ばかり産まれる。名字には必ず「月」の一文字が含まれる。
「赤」「青」「黄」
技を構成する三要素「攻」「速」「守」を添の一族が色分けした物。拳・足を使った打撃系の「攻」を「赤」、反応速度・反射神経・瞬発力の「速」を「青」、投げ技・絞め技・体さばきの「守」を「黄」と表す。単色の資格を目指す者はその色に因んだ名前を持ち、一つの色の資格を得ると次に目指す色との混色の名前になる。二色を極めるだけでも達人クラスであり、三色全てを合わせ持つ「漆黒」は実現不可能といわれていた。

## 書籍情報
- 『ちぇんじ123』 秋田書店〈チャンピオンREDコミックス〉、全12巻
  1. 2005年9月20日発売 ISBN 4-253-23191-8
  2. 2006年2月20日発売 ISBN 4-253-23192-6
  3. 2006年9月20日発売 ISBN 4-253-23193-4
  4. 2007年1月19日発売 ISBN 978-4-253-23194-7
  5. 2007年6月20日発売 ISBN 978-4-253-23195-4
  6. 2007年11月20日発売 ISBN 978-4-253-23196-1
  7. 2008年3月19日発売 ISBN 978-4-253-23197-8
  8. 2008年9月19日発売 ISBN 978-4-253-23198-5
  9. 2009年1月20日発売 ISBN 978-4-253-23199-2
  10. 2009年7月17日発売 ISBN 978-4-253-23200-5
  11. 2009年12月18日発売 ISBN 978-4-253-23489-4
  12. 2010年6月18日発売 ISBN 978-4-253-23490-0

## ドラマCD版
2008年2月22日発売。レーベルはフロンティアワークス。

### キャスト
- 月斗素子：福圓美里
- ひびき：浅川悠
- ふじこ：堀越知恵
- みきり：今野宏美
- 小介川：間島淳司